# Апалёво (Псковская область)
Апалёво — деревня в Гдовском районе Псковской области России. Входит в состав Чернёвской волости.
Расположена в 10 км к югу от волостного центра Чернёво и в 48 км к юго-востоку от Гдова. Северо-восточнее находится Апалёвское озеро.

## Население
Численность населения села составляет на 2000 год 4 человека.